# Jóhan Hansen
Jóhan á Plógv Hansen (Tórshavn, 1 de maio de 1994) é um handebolista profissional dinamarquês, medalhista olímpico.

## Carreira
Hansen conquistou a medalha de prata com a Seleção Dinamarquesa de Handebol Masculino nos Jogos Olímpicos de Verão de 2020 em Tóquio, após confronta a equipe francesa na final da competição.